# 素可泰足球俱乐部
素可泰足球俱乐部（泰語： Samoson Futbon Changwat Sukhothai）是一家位于泰国素可泰府的职业足球俱乐部，目前参加泰国足球超级联赛。素可泰足球俱乐部创建于2009年，于2016年升入国内顶级联赛。
2016年，泰国国王普密蓬·阿杜德去世，泰国足球协会决定取消主办当年余下的足球赛事，泰国足协杯由4强球队抽签决定亚冠席位，最终抽中的素可泰获得2017年亚足联冠军联赛席位。

## 著名球员
- 育他蓬·西拉功（英语：Yuttapong Srilakorn）
- 披七·猜汶（英语：Pichit Jaibun）
- 冲普·森朴（英语：Chompoo Sangpo）
- 片野宽理
- 阿杜域
- 安东·泽姆良努辛（英语：Anton Zemlianukhin）
- 比朗姆·迪乌夫（英语：Bireme Diouf）